# Нормандія

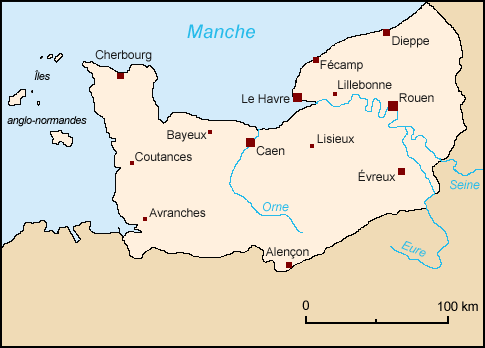
Мапа провінції Нормандія

Норма́ндія (фр. Normandie, норм. Normaundia) — історичний регіон та історична провінція на північному заході Франції, переважно на півострові Нормандія. У першій половині X ст. захоплена бойовими дружинами норманів, які дали їй своє ім'я. Відомий своєю історією, фермами, яблучними плантаціями і молочною промисловістю, насамперед сирами: Камамбер, Ліваро і Пон-л'Евек.
911 року за угодою в Сен-Клер-сюр-Епт із західно-франкським королем Карлом III Нормандія одержала статус герцогства у складі західно-франкського королівства.
З другої половини XI ст. — герцогство під владою англійських королів. Відвойована Францією у 1202—1204 роках, увійшла до складу володінь французьких королів як окрема провінція.
Регіон покриває площу понад 29 906 км² з чисельністю населення 3 328 364 осіб. Щільність населення становить (станом на 2013 рік) 111,29 осіб/км². Адміністративним центром є Руан.

## Історія
У 27 році до н. е. римський імператор Октавіан Август реорганізував галльські землі, приєднавши Calètes і Véliocasses до провінції Лугдунська Галлія, центром якої було місто Лугдун (сучасний Ліон). Латинізація Нормандії була досягнута за допомогою звичайних для Римської імперії методів: будівництва римських доріг і активної політики урбанізації.

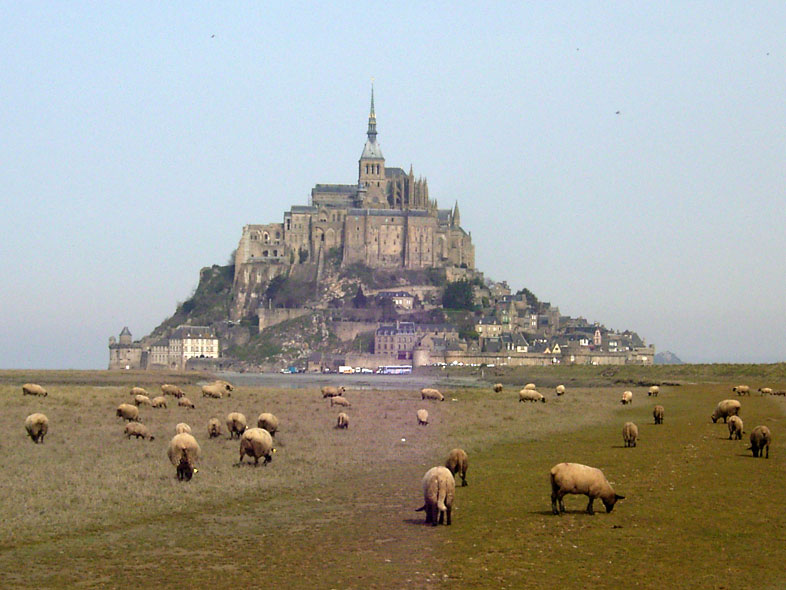
Монастир на горі Сен-Мішель

Нормандія була однією з часток франкської імперії Карла Великого, яка в IX столітті була передана норманнам (вікінгам). Таким чином, Нормандія як герцогство була створена вождем вікінгів Роллоном (Робертом Нормандським). Назва «Нормандія» відображає походження Роллона з вікінгів, тобто норманів.
Нащадок Роллона Вільгельм Завойовник, герцог нормандський, став королем Англії в 1066 рік за часів Нормандських Завоювань після вирішальної Битви за Гастінгс. Після завоювання Англії відбулося вторгнення норманів у Уельс і Ірландію.
Відтоді Нормандія неодноразово була предметом суперечок між Англією і Францією.
У 1204 році під час правління англійського короля Іоанна Безземельного материкову Нормандію завоювала в Англії Франція під командуванням Філіпа II, острівна ж частина (Нормандські острови) залишилася під контролем Англії. У 1259 рік король Англії Генріх III визнав законність володіння Францією всією Нормандією відповідно до Паризького договору. Однак його наступники часто намагалися відновити контроль над континентальною Нормандією. Французьку Нормандію було окуповано під час Столітньої війни в 1346—1360 рр. і в 1415—1450 рр.

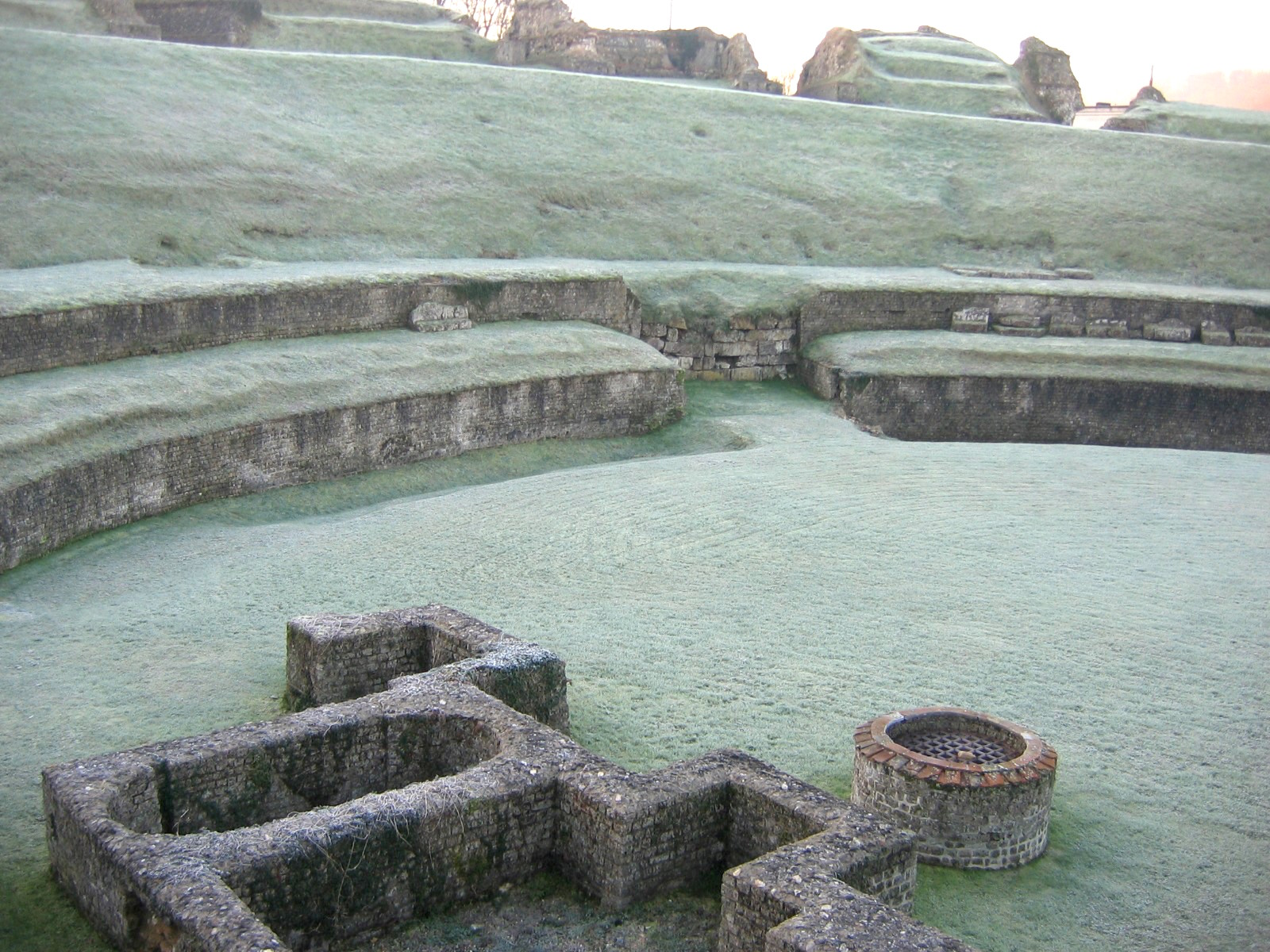
Римський театр у Лілльбоні

У 1790 році історичні провінції Франції були перероблені на департаменти. Під час Третьої республіки в 1919 році Етьєн Клементель засновав «економічні регіони» та здійснено першу спробу економічного планування.
6 червня 1944 року американські, британські та канадські війська почали висадку в Нормандії, тим самим відкривши Другий фронт у Європі у Другій світовій війні.
30 червня 1941 року уряд маршала Петена об'єднав департаменти під керівництвом регіонального префекта. Вони проіснували до 1946 року і були створені знову в 1960 році, при цьому Нормандія виявилася розділеною на регіони Верхня Нормандія і Нижня Нормандія. Така структура залишалася незмінною до 2015 року.
Відповідно до територіальної реформи французьких регіонів 2014 року Верхня і Нижня Нормандія були об'єднані в один регіон. Датою утворення нового регіону вважається 1 січня 2016 року.

### Департаменти
| Департамент | Департамент     | Герб | Площа    | Населення | Щільність населення | Префектура |
| ----------- | --------------- | ---- | -------- | --------- | ------------------- | ---------- |
| 14          | Кальвадос       |      | 5548 км² | 687 854   | 126,09 осіб/км²     | Кан        |
| 27          | Ер              |      | 6040 км² | 591 616   | 99,67 осіб/км²      | Евре       |
| 50          | Манш            |      | 5938 км² | 499 340   | 87,09 осіб/км²      | Сен-Ло     |
| 61          | Орн             |      | 6103 км² | 290 015   | 49,39 осіб/км²      | Алансон    |
| 76          | Приморська Сена |      | 6278 км² | 1 253 931 | 203,24 осіб/км²     | Руан       |